# 茅原ますみ
茅原 ますみ（ちはら ますみ、結婚後の本名：笠井 ますみ、1964年6月23日 - ）は、元テレビ東京社員。
夫は元フジテレビアナウンサーの笠井信輔。男3兄弟の母親である。
父がギャンブル好きで両親は幼少の頃離婚。
シングルマザーに育てられた。

## 概要
- 日本女子大学文学部英文学科卒業後、1987年にテレビ東京に報道局ニュース編集部記者として入社。1990年6月に笠井信輔と結婚し、上述3人の子宝に恵まれる（1994年1月、1998年2月、2003年5月）。1995年3月にアナウンス室へ異動し、同局初のママアナウンサーに。その後、報道局取材センター報道デスク、編成局ドラマ制作部、総務人事局（管理職）[1]を経て、2021年9月30日に退社。
- 母は元モデル。祖母は女優の酒井米子。

## アナウンサー時代の担当番組
レギュラー番組
| 期間       | 期間      | 番組名                         | 役職                     |
| ---------- | --------- | ------------------------------ | ------------------------ |
| 1996年4月  | 1997年9月 | TXNニュースワイド11            | メインキャスター         |
| 1998年10月 | 1999年9月 | TXNニュースワイド 夕方いちばん | 土日特集メインキャスター |
| 1999年10月 | 2000年9月 | TXNニュースアイ                | 土日特集メインキャスター |

イレギュラー番組
- TEPCO天気情報
- TXNニュース（2004年頃　土・日曜）
- ニュースブレイク（2004年頃　土・日曜）

## 著書
- テレビ東京記者時代に、夫の笠井と共に『ESSE』の表紙を飾ったことがある[2]。
- 「ママアナ〜アナウンサーとして ママとして〜」（2001年5月、教育史料出版会、ISBN 978-4-87652-401-3）